# Demente (canción de Denise Rosenthal)
«Demente» es una canción interpretada por la cantante chilenas Denise Rosenthal y la cantante española Lola Índigo. Se lanzó el 15 de abril de 2021, bajo la distribución de la discográfica Universal Music Chile. El sencillo se publicó como adelanto del próximo tercer álbum de Rosenthal, Todas seremos reinas.

## Antecedentes y presentación
«Demente» marca la segunda colaboración entre Índigo y Rosenthal, luego de la colaborar en 2020 en el tema «Santería». El tema se anunció el 9 de abril de 2021, a través de un Instagram Live entre ambas artistas.

## Composición
Sobre la colaboración Rosenthal comentó «La invité (Lola Índigo) porque me parece una mujer muy power, me siento identificada con su historia de perseverancia y además la admiro mucho». El tema fue escrito por ambas artistas junto a Tenso Beats, Michele Canova y Dani Blau.

## Video musical
El video se estrenó el 15 de abril de 2021 en YouTube, mismo día del estreno de la canción. Fue dirigido por la fotógrafa Javiera Eyzaguirre, quien ha dirigido los últimos sencillos de la cantante.

## Posicionamiento en listas
| Listas (2021)          | Mejor posición |
| ---------------------- | -------------- |
| Chile (Monitor Latino) | 23             |

## Historial de lanzamiento
| País   | Fecha               | Formato                     | Discográfica          | Ref   |
| ------ | ------------------- | --------------------------- | --------------------- | ----- |
| Varios | 15 de abril de 2021 | descarga digital, streaming | Universal Music Chile | [ 1 ] |